# Immanuel Kant
Immanuel Kant (tiếng Đức: [ɪˈmaːnu̯eːl ˈkant, -nu̯ɛl -]; phiên âm tiếng Việt: Imanuen Cantơ; 22 tháng 4 năm 1724 – 12 tháng 2 năm 1804) là một triết gia người Đức  có ảnh hưởng lớn đến Kỷ nguyên Khai sáng. Ông được cho là một trong những nhà triết học có ảnh hưởng nhất từ trước đến nay. Trong học thuyết của mình về chủ nghĩa duy tâm siêu việt, ông cho rằng không gian, thời gian và nhân quả đơn thuần là những thứ cảm nhận được; "Những vật tự thể" có tồn tại, nhưng bản chất của chúng lại không thể biết được. Theo quan điểm của ông, tâm trí tạo hình và cấu tạo nên kinh nghiệm, trong đó toàn bộ kinh nghiệm của con người đều chia sẻ các đặc điểm cấu trúc nhất định. Một trong những tác phẩm nổi bật nhất của ông, Phê phán Lý tính Thuần túy (1781; tái bản lần 2 năm 1787), ông đề ra một giả thuyết tương đồng với Cách mạng Copernic trong đó nói rằng các sự vật trên thế giới có thể bị kích thích thông qua một tiên nghiệm ('trước đó'), và rằng do đó trực giác độc lập với thực tế khách quan.
Kant tin rằng lý trí cũng là nguồn gốc của đạo đức, và mỹ học nổi lên từ một nhánh của phê phán không vụ lợi. Quan điểm của Kant tiếp tục ảnh hưởng lớn đến triết học hiện đại, đặc biệt là đối với các lĩnh vực như nhận thức luận, đạo đức, lý luận chính trị và mỹ học hậu hiện đại. Ông cố gắng giải thích mối quan hệ giữa lý trí và kinh nghiệm của con người và đã vượt ra khỏi những sai lầm của triết học và siêu hình học truyền thống. Ông muốn đặt ra dấu chấm hết cho những thứ mà ông coi là kỷ nguyên của những lý thuyết võ đoán và vô ích về kinh nghiệm của con người, đồng thời chống lại sự hoài nghi của các nhà tư tưởng như David Hume. Ông coi mình là người chỉ ra con đường cho những nhà tư tưởng theo chủ nghĩa duy lý và chủ nghĩa kinh nghiệm vượt ra khỏi những bế tắc, trong đó ông kết hợp cả hai phương pháp trong tư tưởng của mình.

## Cuộc đời
Immanuel (tên trên giấy rửa tội là Emanuel) Kant là người con thứ tư của Johann Georg Kant (1683–1746), người chuyên nghề chế biến đai da, và bà Anna Regina (1697–1737), thuộc họ Reuter. Ông có tám anh chị em, nhưng chỉ bốn người đạt tuổi thành niên. Gia đình ông rất sùng đạo, với bà mẹ có một cái nhìn rất phóng khoáng về giáo dục. Ông nhập học tại trường trung học Friedrichskollegium năm 1732, được đào tạo tại đây và năm 1740 đã bắt đầu chương trình cao học tại Albertina, đại học tại Königsberg. Mặc dù đăng ký bộ môn Thần học nhưng Kant lại rất quan tâm đến Khoa học tự nhiên. Giáo sư bộ môn Luận lý học và Siêu hình học Martin Knutzen giúp ông làm quen với học thuyết của Leibniz và Newton.

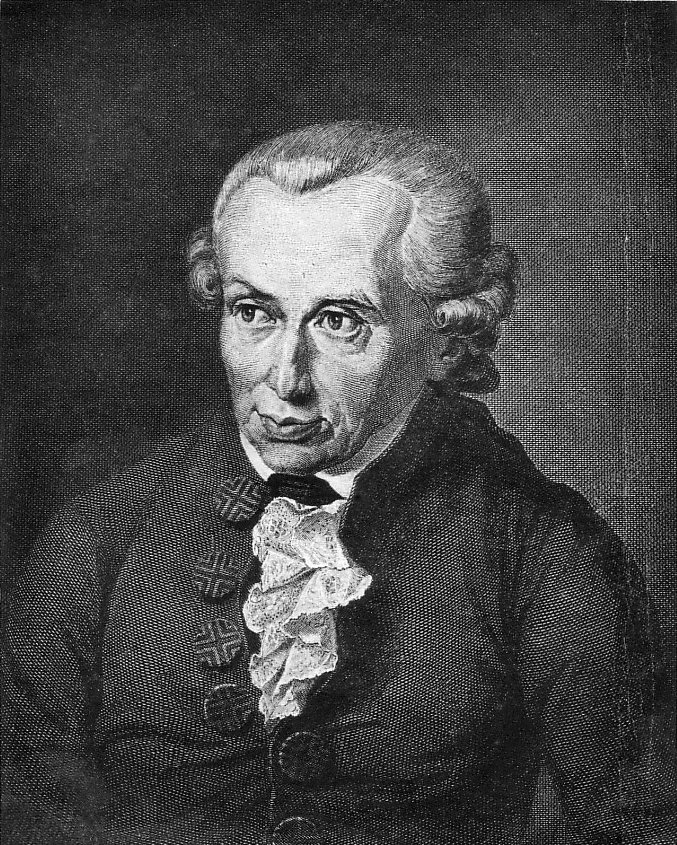
Immanuel Kant

Năm 1746 Kant tạm đình chỉ chương trình học vì cha mất, và vì tác phẩm "Tư duy về sự cảm kích chân chính các lực có sức sống" (Gedanken von der wahren Schätzung der lebendigen Kräfte) không được vị thầy sùng tín của mình là Knutzen công nhận là luận án tốt nghiệp. Ông rời Königsberg và mưu sinh bằng cách dạy học tại gia, lần đầu tiên đến năm 1750 nơi Daniel Ernst Andersch, một nhà truyền đạo (thời gian hoạt động 1728–1771) tại Judtschen, thuộc Gumbinnen, một thuộc địa Thuỵ Sĩ bao gồm những di dân nói tiếng Pháp. Ông được liệt kê trong sổ sinh tử của giáo khu. Sau đó, đến khoảng năm 1753, ông làm thầy giáo tại gia trên trại điền của thiếu tá Bernhard Friedrich von Hülsen tại Groß-Arnsdorf thuộc thành phố Mohrungen. Chỗ làm việc thứ ba của ông nằm gần Königsberg, tại gia đình Keyserlingk ở lâu đài Waldburg-Capustigall. Gia đình này cũng giúp ông gia nhập giới quý tộc tại Königsberg.
Năm 1754, Kant trở về Königsberg và tiếp tục chương trình đại học của mình (Knutzen lúc đó đã qua đời). Chỉ một năm sau đó, 1755, ông công bố tác phẩm quan trọng đầu tiên của mình với nhan đề Thông sử tự nhiên và Thiên thể luận (Allgemeine Naturgeschichte und Theorie des Himmels); cũng trong năm đó, ông được bổ nhiệm phó giáo sư tại Königsberg và bắt đầu dạy nhiều bộ môn. Ông dạy các môn như Luận lý, Siêu hình, Nhân loại, Triết học đạo đức, Thần học tự nhiên, Toán, Vật lý, Lực, Địa lý, Sư phạm, và Luật tự nhiên. Các giáo trình của ông rất được hâm mộ, và Johann Gottfried Herder, người đã tham dự giáo trình trong những năm 1762–1764 thuật lại như sau:
| “                         | Tôi nhớ lại thời niên thiếu với một niềm vui cảm kích, nhớ dịp làm quen và tham dự những bài dạy của một triết gia, một người thầy nhân đạo chân chính (...) Triết lý của ông đánh thức tư duy, và tôi không hình dung lại được bất cứ một sự kiện nào tinh tế và hiệu nghiệm hơn là bài giảng của ông. | ” |
| — Johann Gottfried Herder | |   |

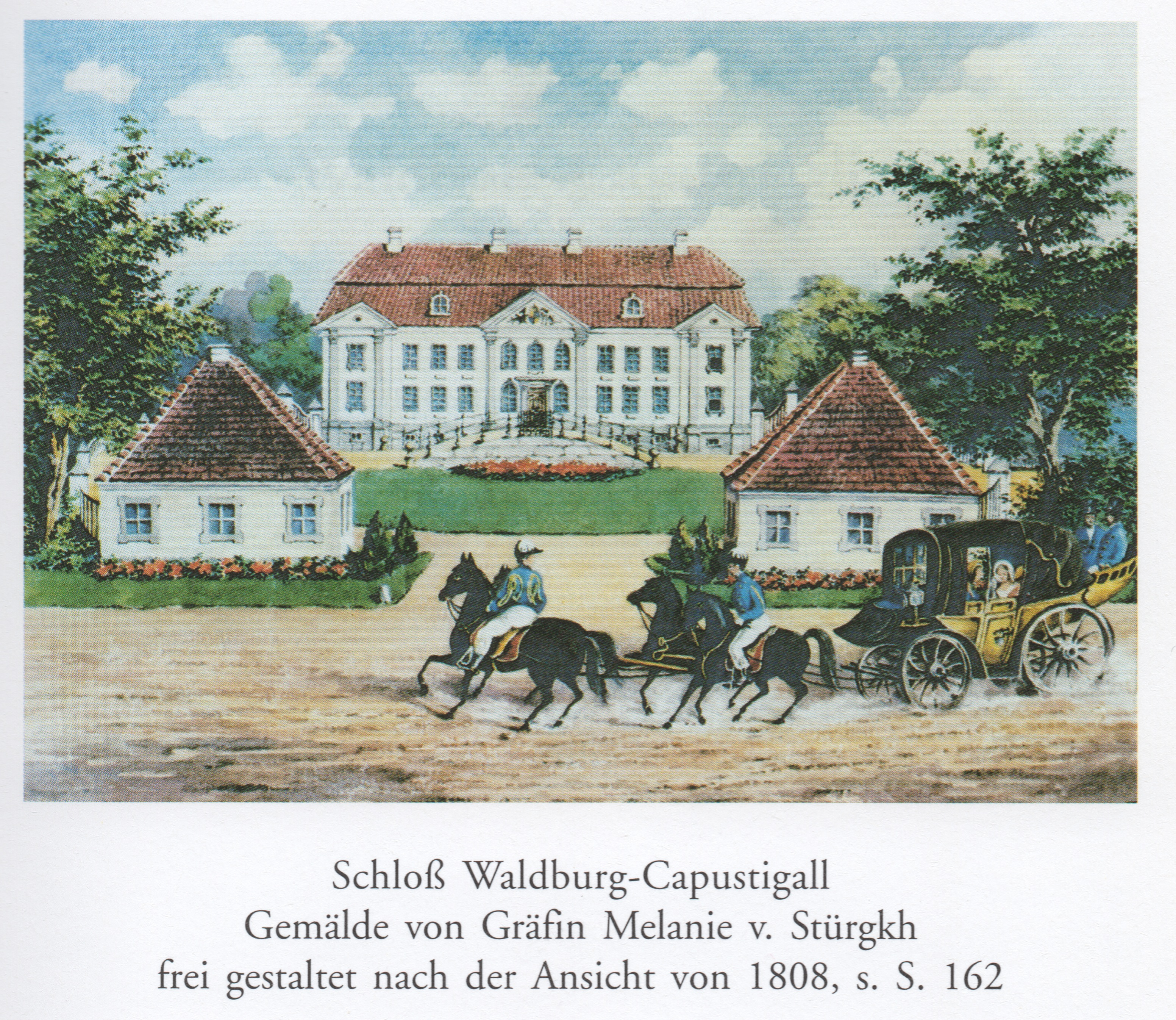
Lâu đài Waldburg-Capustigall

Lần nộp đơn đầu tiên xin dạy Luận lý học (Logik) và Siêu hình học (Metaphysik) vào năm 1759 của ông bị khước từ. Ông từ chối lời mời dạy Thi ca năm 1762. Và cũng như thế, ông từ khước những cơ hội nhậm chức giáo sư tại Erlangen năm 1769 và tại Jena năm 1770, trước khi nhận lời mời dạy môn Luận lý học và Siêu hình học tại đại học Königsberg chính trong năm này, đại học tâm đắc nhất của ông. Ông cũng cương quyết từ chối lời mời dạy tại đại học Halle nổi danh với lương bổng cao hơn rất nhiều vào năm 1778, mặc dù bộ trưởng Bộ văn hoá giáo dục bấy giờ là Karl Abraham Freiherr von Zedlitz khẩn khoản thỉnh cầu. Kant là hiệu trưởng đại học Königsberg năm 1786 và 1788. Năm 1787, ông được cử vào Học viện khoa học Phổ (Preußische Akademie der Wissenschaften) tại Berlin. 15 năm cuối đời của ông được đánh dấu bởi sự xung đột với Bộ kiểm tra chế độ (Zensurbehörde) với người đứng đầu là vị bộ trưởng Bộ văn hoá giáo dục mới là Johann Christoph von Wöllner – người kế thừa von Zedlitz – được vua nước Phổ lúc bấy giờ là Friedrich Wilhelm II bổ nhiệm. Kant tiếp tục dạy đến năm 1796, nhưng nhận chỉ thị là không nên công bố các tác phẩm tôn giáo vì chúng hàm dung tư tưởng Thần giáo tự nhiên (deistisch), thuyết Socinus (Sozinianismus, không đồng ý với giáo lý Tam vị nhất thể) và như vậy, không phù hợp với Thánh kinh. Người bạn của ông, nhà phát hành của tờ nguyệt san Berlinischen Monatsschrift tại Berlin Johann Erich Biester, kiến nghị với nhà vua nhưng bị khước từ.

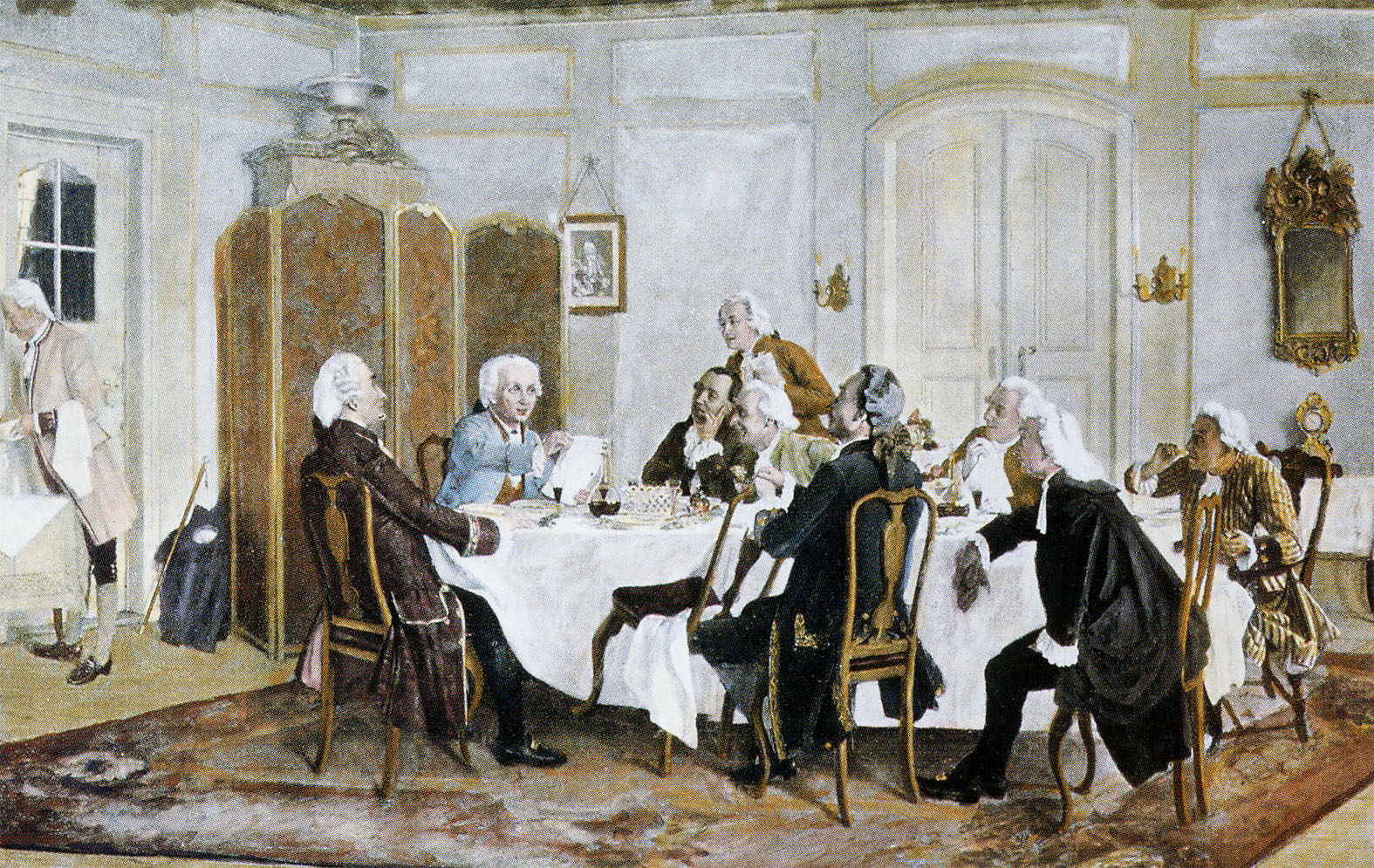
Kant trong một buổi ăn trưa cùng các bạn

Kant thường được miêu tả là một giáo sư cứng nhắc, ép mình vào một thời khoá hằng ngày, luôn tập trung vào công việc vì rất có tinh thần trách nhiệm. Kant là một người chơi bài khá giỏi thời sinh viên, ông thậm chí kiếm thêm tiền học bằng đánh billard. Ở những nơi thường hội họp viếng thăm, ông được xem là một người ga lăng, ăn mặc hợp thời trang và tạo ấn tượng của một người rất am tường sách vở và nhớ được vô số những mẩu truyện ngắn thú vị. Những mẩu truyện đó thường được ông kể một cách tỉnh khô, với một thái độ khôi hài thật sự trong những câu truyện được lặp lại. Johann Gottfried Herder được Kant khuyên là không nên ấp ủ sách vở nhiều quá. Còn Johann Georg Hamann thì lo ngại là Kant không làm việc đủ vì "bị lôi kéo bởi một xoáy lốc phân tán giao lưu" ("einen Strudel gesellschaftlicher Zerstreuungen fortgerißen"). Chỉ khi bước vào tuổi 40 và sau khi nhận thức được là phải gìn giữ sức lực, ông mới giữ thời gian biểu đều đặn: Sáng sớm thức dậy lúc 5:00 giờ và đi ngủ lúc 22:00. Ông thường mời bạn đến ăn trưa cùng và rất thích xã giao, nhưng lại tránh những chủ đề triết học. Ngoài ra, ông đi dạo mỗi ngày vào đúng 4 giờ chiều.
Trong tác phẩm Về Lịch sử tôn giáo và Triết học tại Đức (Zur Geschichte der Religion und Philosophie in Deutschland), Heinrich Heine đã khôi hài gán cho Martin Lampe, người hầu lâu năm của Kant và cũng là một cựu chiến binh, một ảnh hưởng đến triết học của Kant:
"Ông lão Lampe phải có một Thượng đế, vì nếu không thì con người đáng thương này không thể hạnh phúc được – lý tính thực tiễn nói như vậy. Và theo tôi, lý tính thực tiễn có thể đảm bảo sự tồn tại của Thượng đế qua cách đó. Vì luận cứ này mà Kant phân biệt giữa lý tính lý thuyết và lý tính thực tiễn. Và với lý tính thực tiễn này, như thể với một cây đũa thần, ông đã hồi sinh cái xác của Thần giáo tự nhiên mà lý tính lý thuyết đã hạ sát." (Der alte Lampe muss einen Gott haben, sonst kann der arme Mensch nicht glücklich sein – das sagt die praktische Vernunft – meinetwegen – so mag auch die praktische Vernunft die Existenz Gottes verbürgen. Infolge dieses Arguments unterscheidet Kant zwischen theoretischer und praktischer Vernunft, und mit dieser, wie mit einem Zauberstäbchen, belebt er wieder den Leichnam des Deismus, den die theoretische Vernunft getötet.)
Kant sống gần như suốt đời tại Königsberg, một thành phố rộng mở. Ông qua đời năm 1804, thọ gần 80 tuổi. Mộ của ông nằm tại Đại giáo đường Königsberg. Bia tưởng niệm ông nằm phía ngoài của Đại giáo đường.

## Trước tác
Trước khi trình luận án tiến sĩ năm 1755, Kant sinh kế bằng dạy học tại gia và viết những luận văn triết học tự nhiên đầu tiên, như bài "Tư duy về sự cảm kích chân chính các lực có sức sống" (Gedanken von der wahren Schätzung der lebendigen Kräfte Bản mẫu:Kant), công bố vào 1749, và Thông sử tự nhiên và Thiên thể luận (Allgemeine Naturgeschichte und Theorie des Himmels Immanuel Kant: AA I, 215–368) năm 1755, trong đó ông trình bày một lý thuyết về sự hình thành các hệ thống hành tinh theo các định luật Newton (Kant-Laplacesche Theorie der Planetenentstehung). Cũng trong năm đó, ông trình luận án tiến sĩ về lửa (De igne (Immanuel Kant: AA I, 1–181)) và trình luận văn hậu tiến sĩ (Habilitationsschrift), một bài luận về những nguyên tắc đầu tiên của tri thức siêu hình (Nova dilucidatio).
Năm 1762, sau một vài tiểu luận, Kant công bố luận văn Luận cứ duy nhất khả hữu để thực chứng sự tồn tại của Thượng đế (Der einzige mögliche Beweisgrund zu einer Demonstration des Daseins Gottes) và trong đó, ông tìm cách chứng minh là tất cả những chứng minh sự tồn tại từ trước đến nay không đứng vững và phát triển một cách chứng minh sự tồn tại của Thượng đế mang tính chất bản thể học để cứu chữa những nhược điểm này.
Những năm sau đó được đánh dấu bởi một ý thức ngày càng tăng trưởng về vấn đề phương pháp của Siêu hình học truyền thống, đặc biệt được thể hiện trong tiểu luận có thể nói là giải trí nhất của Kant, Những giấc mơ của người thấy thần linh, được diễn giảng bằng những giấc mơ của siêu hình học (Träume eines Geistersehers, erläutert durch Träume der Metaphysik) năm 1766, được hiểu như một tác phẩm phê phán Emanuel Swedenborg. Trong tác phẩm "De mundi sensibilis atque intelligibilis forma et principiis" (Về mô thức và các cơ sở của thế giới cảm tính và thế giới khả niệm), xuất hiện năm 1770, Kant lần đầu tiên phân biệt khắt khe giữa tri thức các hiện tượng (Phaenomena) qua cảm năng (sinnliche Erkenntnis) và tri thức vật thể (Erkenntnis der Dinge) như chúng tự thể (an sich) là, bằng giác tính (Verstand, "Noumena"). Không gian và thời gian được ông xem là những trực quan thuần tuý (reine Anschauungen) thuộc về chủ thể (Subjekt), là tất yếu để sắp xếp các hiện tượng theo trật tự. Và như vậy, hai điểm trọng yếu của triết học phê phán sau này được chuẩn bị mặc dù phương pháp của Kant ở đây vẫn còn mang tính chất giáo điều và ông còn cho rằng, tri thức các vật tự thể bằng giác tính là một việc khả thi. Trong thập niên theo sau, Kant phát triển triết học phê phán mà không công bố của một luận văn quan trọng nào ("những năm yên lặng").
Khi Kant cho ra tác phẩm Phê phán lý tính thuần tuý (Kritik der reinen Vernunft) năm 1781 thì triết học của ông đã trải qua một biến đổi trọng đại – câu hỏi "siêu hình học như thế nào mới có thể là một khoa học" phải được giải đáp trước khi các câu hỏi siêu hình học được xử lý. Luận văn phê phán này xử lý tri thức tiên nghiệm (a priori), có nghĩa là một tri thức khả hữu đi trước tất cả những kinh nghiệm cụ thể, trong ba phần.
Trước hết là các dạng cảm năng tiên nghiệm (Sinnlichkeit a priori) - được xem ở đây là các trực quan thuần tuý (reine Anschauung) không gian và thời gian - đã đặt nền tảng cho toán học như một khoa học tiên nghiệm (apriorische Wissenschaft). Trong phần thứ hai, phần luận lý siêu nghiệm (transzendentale Logik), thì các khái niệm không tuỳ thuộc vào kinh nghiệm (erfahrungsunabhängige Begriffe), tức là các phạm trù (Kategorien), phải được áp dụng vào tất cả các đối tượng của kinh nghiệm một cách tất yếu. Qua việc áp dụng các phạm trù này thì một hệ thống xuất hiện với những nguyên tắc xác tín trên cơ sở tiên nghiệm, ví dụ như sự kết hợp nhân quả của tất cả các hiện tượng cảm năng, và qua đó, trình bày một lĩnh vực hợp lý của tri thức triết học. Các tri thức này phải là cơ sở của các ngành khoa học tự nhiên. Nhưng, với sự xác định các phạm trù này là những quy luật tất nhiên của sự kết hợp dành cho sự đồng nhất của các hiện tượng thì ta lại thấy rằng, những khái niệm này không thể được áp dụng cho các vật như chúng tự thể là (Noumena). Qua sự cố gắng (xuất hiện tất yếu trong lý tính con người) nhận thức được cái vô điều kiện (das Unbedingte) và sự cố gắng vượt qua tri thức cảm năng thì lý tính (Vernunft) sa lạc vào mâu thuẫn bởi vì không còn các tiêu chuẩn cho sự thật nào nữa ở đây. Các chứng minh siêu hình ví dụ như các chứng minh dành cho tính bất tử của linh hồn, tính vô biên của vũ trụ hoặc sự tồn tại của thượng đế là những gì không thể; những quan niệm của lý tính chỉ mang lợi ích trong vai trò khái niệm điều chỉnh và hướng dẫn tri thức kinh nghiệm.
Bị thúc đẩy bởi sự tiếp thụ chậm cũng như hiểu lầm nặng nề bản thứ nhất của Phê phán lý tính thuần tuý, Kant công bố bài Prolegomena với mục đích dẫn nhập triết học phê phán một cách dễ hiểu. Luân lý của ông, chỉ được đề cập sơ qua trong những chương cuối của Phê phán lý tính thuần tuý, được ông phát huy trong tác phẩm Đặt cơ sở cho nhân luân siêu hình học vào năm 1785 (Grundlegung zur Metaphysik der Sitten), với lệnh thức tuyệt đối (kategorischer Imperativ) là nguyên lý của luân lý (Ethik), và quan niệm tự do, cái chưa được chứng minh trong phê phán thứ nhất dành cho lý tính lý thuyết, được biện hộ là điều kiện tiên quyết tất nhiên của lý tính thực tiễn.
Kant cũng quay về những vấn đề triết học tự nhiên và năm 1786, ông cho ra luận văn Những cơ sở sơ khai siêu hình của Khoa học tự nhiên (Metaphysischen Anfangsgründe der Naturwissenschaft), đặt cơ sở cho vật lý Newton bằng nguyên lý phê phán, và như qua đó, đưa ra một ví dụ cụ thể cho việc áp dụng triết học siêu nghiệm.
Sau khi chỉnh lý lại các thành phần của Phê phán lý tính thuần tuý cho lần ấn bản thứ hai vào năm 1787, ông cho ra tác phẩm Phê phán lý tính thực tiễn (Kritik der praktischen Vernunft), giải thích và phát triển phương pháp "lập cơ sở" (Grundlegung) đạo đức triết học và cuối cùng, vào năm 1793, ông công bố luận văn Phê phán năng lực phán đoán (Kritik der Urteilskraft). Trong lời nói đầu của tác phẩm, ông tuyên bố một cách hãnh diện là với luận văn này, công trình phê phán của ông đã được kết thúc và ông có thể "thẳng bước đến học thuyết" ("ungesäumt zum doktrinalen"), tức là phát triển một hệ thống Triết học siêu nghiệm (Transzendentalphilosophie).
Nhưng trước khi thực sự phát triển thì ông còn cho ra tác phẩm Tôn giáo trong phạm vi lý tính đơn thuần (Die Religion innerhalb der Grenzen der bloßen Vernunft). Trong đó, ông nghiên cứu nội dung lý tính của tôn giáo, và giải thích cách tiếp cận của một tôn giáo lý tính mang tính chất đạo đức thực tiễn (Ansatz einer moralisch-praktischen Vernunftreligion) như nó đã được học thuyết giả định trong phê phán thứ hai và thứ ba phát triển. Năm 1797, phần thứ nhất của hệ thống, luận văn Nhân luân siêu hình học (Metaphysik der Sitten), ra đời.
Nhưng công trình phát triển triết học tự nhiên của ông bị gián đoạn. Ngay trong thời gian viết Nhân luân siêu hình học, ông cũng đã khởi công soạn Chuyển biến từ những cơ sở sơ khai siêu hình đến vật lý (Übergang von den metaphysischen Anfangsgründen zur Physik) và theo đuổi nó cho đến khi qua đời năm 1804. Các bản thảo của Kant cho thấy rằng, ông vẫn còn khả năng và sẵn sàng biến chuyển triết học phê phán của mình. Xuất phát từ vấn đề biện hộ những phương châm nghiên cứu mang tính chất quy định đặc thù của Khoa học tự nhiên, Kant tự thấy phải khảo sát kĩ hơn vai trò của thân thể con người trong tri thức. Nhưng vấn đề của công trình nghiên cứu này ngày càng chuyển đến những tầng cấp trừu tượng hơn trong quá trình phác thảo nên Kant đã quay lại tầng cấp hệ thống tương ưng phê phán lý tính thuần tuý, tuy không hẳn tương ưng cách đặt vấn đề trong đó (và chúng cũng khó được nhận ra vì trạng thái của các bản viết tay). Kant phát triển một "học thuyết tự đề cử" (Selbstsetzungslehre), triển khai nó đến lý tính thực tiễn và kết thúc nó với những bản phác thảo cho một "hệ thống triết học siêu nghiệm" (System der Transzendentalphilosophie) được phác hoạch mới; nhưng ông không hoàn tất nó được nữa.

## Triết học Kant
Với phong cách tiếp cận phê phán của mình (sapere aude – "hãy can đảm nhận biết"!), Kant được xem là nhà tư tưởng quan trọng nhất của thời đại Khai sáng (Zeitalter der Aufklärung). Thông thường, trong tiến trình triết học của ông, người ta phân biệt hai giai đoạn là giai đoạn tiền phê phán (vorkritische Phase) và giai đoạn phê phán (kritische Phase). Ngay trong những năm thập niên 60, người ta vẫn có thể xem ông là người chủ trương thuyết duy lý theo hệ thống của Leibniz và Wolff. Trong luận án tiến sĩ năm 1770 thì một sự gián đoạn rõ ràng đã xuất hiện. Song song với giác tính (Verstand) thì giờ đây, trực quan (Anschauung) cũng được xem là nguồn gốc của tri thức (Erkenntnisquelle). Luận án tiến sĩ cũng như lời mời dạy đại học dẫn đến "giai đoạn mặc nhiên" nổi tiếng mà trong đó, Kant triển khai Nhận thức luận (Erkenntnistheorie) của mình – được biết dưới tên Chủ nghĩa phê phán (Kritizismus) và vẫn được bàn luận đến ngày nay. Sau 11 năm cực lực ông mới công bố nó trong tác phẩm Phê phán lý tính thuần tuý, năm 1781. Sau khi đã giải minh vấn đề then chốt về những điều kiện của khả năng tri thức (Bedingungen der Möglichkeit der Erkenntnis) thì cuối cũng, với tuổi 60, ông đã hướng đến những chủ đề quan trọng hơn hết trong lĩnh vực triết học thực tiễn.

### Bốn nghi vấn của Kant
Kant đề xuất bốn nghi vấn và tìm cách giải đáp chúng:
1. "Tôi có thể biết được gì?" – Trong Nhận thức luận của ông
2. "Tôi nên làm gì?" – Trong Luân lý học của ông
3. "Tôi có thể hi vọng được gì?" – Trong Triết học tôn giáo của ông
4. "Con người là gì?" – Trong Nhân loại học của ông

### Nhận thức luận
"Tôi có thể biết được gì?". Là đại biểu của trường phái Duy lý của Leibniz, Kant được đánh thức khỏi "giấc ngủ giáo điều" qua việc nghiên cứu Hume. Ông thừa nhận lời chỉ trích chủ nghĩa duy lý của Hume về mặt phương pháp là đúng, có nghĩa là việc hướng dẫn nhận thức quay về giác tính thuần tuý (reiner Verstand) không có trực quan (sinnliche Anschauung) là một điều không thể đối với ông. Mặt khác, chủ nghĩa kinh nghiệm của David Hume lại dẫn đến lời xác nhận là nhận thức xác tín hoàn toàn không thể có, tức là dẫn đến chủ nghĩa hoài nghi. Kant lại không thừa nhận chủ nghĩa này, bởi vì tính hiển nhiên của một số phán đoán tiên nghiệm - đặc biệt là trong toán học (ví như xác tín tiên nghiệm [apriorische Gewissheit] của đẳng thức 7 + 5 = 12). Và như vậy, ông không những đặt câu hỏi tri thức (Erkenntnis) là gì, mà còn hỏi tiếp nữa là điều kiện tiên quyết cho một tri thức (tiên nghiệm) là gì - bởi vì tri thức tiên nghiệm là một cái gì đó khả hữu, như các kết quả toán học cho thấy. Dưới những điều kiện tiên quyết nào thì có thể đạt tri thức? Hoặc như chính Kant đã đề ra theo hệ thống: "Điều kiện cho khả năng tri thức là gì?" (Was sind die Bedingungen der Möglichkeit von Erkenntnis?)

Hình bìa của Phê phán lý tính thuần tuý, ấn bản 1781

Trong thời gian sau thì Phê phán lý tính thuần tuý (PPLTTT) với nhận thức luận của Kant là một cuộc tranh luận một mặt với triết học duy lý, mặt khác với triết học kinh nghiệm của thế kỉ 18 - hai trường phái đối đầu nhau trước mắt Kant. Nhưng đồng thời, PPLTTT cũng là một tranh luận với Siêu hình học truyền thống về mặt khái niệm và mô hình giải thích thế giới siêu việt nhận thức của con người. Luận cứ phản đối chủ nghĩa giáo điều (Dogmatismus) của những người chủ trương duy lý (ví như Christian Wolff, Alexander Gottlieb Baumgarten) là, nếu không có trực quan cảm năng (sinnliche Anschauung) thì không thể có tri thức. Luận cứ phản đối chủ nghĩa kinh nghiệm là trực quan cảm năng vẫn ở trạng thái vô cấu trúc nếu giác tính (Verstand) không thêm vào những khái niệm và kết nối nó với nhận thức (Wahrnehmung) bằng phán đoán, kết luận – nghĩa là bằng những quy luật nhất định.
Đối với Kant thì việc chưa giải thoát triết học siêu nghiệm ra khỏi tấm màn phỏng đoán (Spekulationen) là một sự nhục nhã cho triết học. Mục đích của ông là đi đến những sự trình bày có khoa học như trong toán học từ thời Thales hoặc như trong khoa học tự nhiên từ thời Galilei. Để được như vậy, Kant phải "gác tri thức qua một bên để có chỗ cho niềm tin" ("das Wissen aufheben, um zum Glauben Platz zu haben"), có nghĩa là vạch ra biên giới của tri thức để xác nhận được là trong những ý tưởng (Vorstellung hoặc Idee) nào thì không còn tri thức nào nữa vì nội dung của nó nằm ngoài tất cả những khả năng tri thức.
Đối với Kant, tri thức được thực hiện trên phương diện ngôn ngữ bằng những phán đoán (Urteil. Đó là những lời trần thuật bao gồm một chủ từ và một vị ngữ). Trong các phán đoán này, các trực quan cảm năng kinh nghiệm (empirische Anschauungen der Sinnlichkeit) được phối hợp (Synthesis) với những ý tưởng của giác tính (Vorstellungen des Verstandes). Cảm năng (Sinnlichkeit) và giác tính (Verstand) là hai nguồn tri thức duy nhất, ngang hàng và hệ thuộc lẫn nhau. "Ý niệm không có nội dung là rỗng tuếch, trực quan không có khái niệm là mù quáng" (Gedanken ohne Inhalt sind leer, Anschauungen ohne Begriffe sind blind.)
Như vậy thì làm sao có được những trực quan kinh nghiệm? Kant luận bàn về điểm này trong phần nói về Cảm năng học siêu nghiệm (transzendentale Ästhetik, có thể hiểu là "Bài học về cơ sở của sự cảm nhận"). Con người một mặt có một giác quan bên ngoài, mang cho chúng ta ý tưởng về không gian. Mặt khác con người có một giác quan nội tại mà với nó, con người tạo ra ý tưởng về thời gian. Không gian và thời gian là những điều kiện tiên quyết cho tri thức. Người ta không thể suy tưởng được những đối tượng không có không gian và thời gian. Đồng thời, các giác quan của con người lại có tính chất thụ nhận (rezeptiv), có nghĩa là chúng bị một thế giới không thể nắm bắt bằng khái niệm ở bên ngoài kích động (affiziert). Thế giới không thể nắm bắt này đồng nghĩa với vật tự thể, "dem Ding an sich selbst".
Bây giờ đến cuộc cách mạng Copernicus nổi danh của Kant: Người ta không nhận thức được vật tự thể (Ding an sich), mà chỉ nhận thức được sự trình hiện (Erscheinung) của nó. Sự trình hiện này được nắn thành bởi con người trong vai một chủ thể, bởi giác tính. Không phải mặt trời xoay quanh Trái Đất mà ngược lại, Trái Đất xoay quanh mặt trời. Bằng ví dụ "thấy" ta có thể theo dõi được hiện tượng này. Theo ý tưởng thông thường về thế giới bên ngoài thì có những làn sóng ánh sáng, được tiếp nhận bằng cặp mắt – cặp mắt bị kích thích. Trong bộ não, trực quan cảm năng này được biến thành cái trình hiện cho người ta thấy. Thế giới bên ngoài như vậy đã là một ý tưởng chủ quan (subjektive Vorstellung). Kant gọi những trực quan kinh nghiệm này – được phối hợp từ những thành tố đơn chiếc và được chuyển biến trong não bộ – là sự cảm nhận (Empfindung). Không gian và thời gian, trong vai trò hình thái thuần tuý của trực quan cảm năng, được bổ sung vào các cảm nhận. Chúng là những hình thái thuần tuý của trực quan con người, không có giá trị cho những đối tượng tự thể (Gegenstände an sich). Như vậy có nghĩa là, tri thức luôn luôn tuỳ thuộc vào chủ thể. Hiện thực của con người là những trình hiện, tức là tất cả những gì có trong không gian và thời gian đối với con người. Trường hợp con người không tưởng tượng được những đối tượng không có không gian và thời gian được Kant giải thích là nằm ở sự hạn chế của con người, không nằm ở các đối tượng tự chúng nó. Không gian và thời gian có trong những vật tự thể hay không là một điều con người không thể biết được.
Những cảm nhận không thôi cũng chưa dẫn đến các khái niệm (Begriff). Kant phát huy tư tưởng của mình trong phần nói về Luận lý siêu nghiệm (transzendentale Logik). Khái niệm bắt nguồn từ giác tính, được giác tính tạo một cách tự phát bằng lực tưởng tượng, theo quy luật. Nhưng để thực hiện được việc này thì phải có một nhận thức tự thể (Selbstbewusstsein) làm cơ sở của tất cả tư duy. Ý thức thuần tuý của trạng thái "tôi tư duy", được tách rời khỏi tất cả những trực quan cảm năng và được gọi là tự ý thức của tâm thức (Selbstzuschreibung des Mentalen) chính là điểm then chốt của Nhận thức luận của Kant. Nhận thức tự thể này là nguồn gốc của các khái niệm giác tính thuần tuý (Ursprung reiner Verstandesbegriffe), của các phạm trù (Kategorien).
Số lượng (Quantität), Tính chất (Qualität), Quan hệ (Relation) và Dạng thái (Modalität) là bốn công năng của giác tính mà qua đó, các phạm trù được hình thành.
| Số lượng (Quantität) | Tính chất (Qualität)  | Quan hệ (Relation)                             | Dạng thái (Modalität)        |
| Đơn nhất (Einheit)   | Thực tại (Realität)   | Thực thể và Ngẫu nhiên (Substanz und Akzidenz) | Khả năng (Möglichkeit)       |
| Đa số (Vielheit)     | Phủ định (Negation)   | Nhân quả (Ursache und Wirkung)                 | Hiện thực tồn tại (Existenz) |
| Toàn thể (Allheit)   | Giới hạn (Limitation) | Tương hỗ (Wechselwirkung)                      | Tất nhiên (Notwendigkeit)    |
| -------------------- | --------------------- | ---------------------------------------------- | ---------------------------- |

Trên cơ sở các phạm trù, giác tính phối hợp các cảm nhận theo những sơ đồ (Schema) với sự hỗ trợ của lực phán đoán (Urteilskraft, nghĩa là khả năng dung nạp theo quy luật). Một sơ đồ là phương pháp chung của lực tưởng tượng để tạo một ảnh tượng cho một khái niệm. Ví dụ như "Tôi thấy ngoài đường một cái gì đó có bốn chân. Tôi nhận ra: Đó là một con Dackel (một loại chó nhỏ). Tôi biết: Dackel là một con chó, là một động vật có vú, là một con thú, là một động vật." Như vậy thì các sơ đồ là những khái niệm phổ cập (có thể có nhiều mức độ), có chức năng kết cấu (strukturierende Allgemeinbegriffe), không thể rút được từ trực quan kinh nghiệm, mà xuất phát từ giác tính, nhưng lại tương quan với cảm năng.
Sau khi trình bày tri thức có thể được hình thành như thế nào thì câu hỏi cơ bản của Kant được đưa ra, rằng ta có thể đưa ra những câu xác định, lập cơ sở cho Siêu hình học hay không. Có thể có những lời trần thuật xuất phát từ tư duy giác tính thuần tuý làm tăng trưởng tri thức của con người? Kant đặt câu hỏi này như sau: Có thể đạt được tri thức tổng hợp tiên nghiệm? ("Sind synthetische Erkenntnisse a priori möglich?")
Kant xác nhận điều này. Người ta có thể đạt được tri thức tổng hợp tiên nghiệm. Ví dụ như trong khái niệm quan hệ (Relation) thì các phạm trù thực thể (Substanz), nhân quả (Kausalität) và tương hỗ (Wechselwirkung) được thâu tóm lại. Qua ví dụ mẫu hình của nhân quả (Kausalität) ta có thể thấy được những điểm sau: Qua cảm năng giác quan, người ta nhận thức được hai hiện tượng xảy ra trước sau, nhưng không thể nhìn ra mối tương quan nguyên nhân (Ursache) và hậu quả (Wirkung) của chúng. Như vậy, tính nhân quả được người ta suy tưởng với tính chất phổ cập (Allgemeinheit) và tất nhiên (Notwendigkeit). Người ta hiểu nhân quả là nguyên lý căn bản của tự nhiên - sự việc này cũng có giá trị trong vật lý học hiện nay, mặc dù vật lý học cơ bản chỉ xử lý những vấn đề xác suất, và năng lượng - bởi vì người ta soi rọi ý tưởng của chính họ vào tự nhiên, như tự nhiên trình hiện trước họ. Tuy nhiên, quan điểm này được Kant hạn chế rõ ràng để đối đầu những nhà duy lý. Các phạm trù không có trực quan cảm năng đi theo chỉ là những hình thái thuần tuý, và như vậy, rỗng tuếch; có nghĩa là, để đạt hiệu quả của những phạm trù thì cảm nhận kinh nghiệm (empirische Empfindung) là một điều tất yếu. Đây là giới hạn của tri thức con người.
Như vậy thì những lý thuyết siêu hình được hình thành như thế nào? Đây là một vấn đề của lý tính (Vernunft), là một thành phần của giác tính mà với nó, con người rút ra những kết luận từ những khái niệm (Begriff) và phán đoán (Urteil). Bản chất của lý tính là luôn tìm tri thức và cuối cùng, tìm cách nhận thức cái "vô điều kiện" (das Unbedingte), cái "tuyệt đối (das Absolute). Nhưng lúc này lý tính xa lìa tri thức lập cơ sở trên cảm năng và tiến đến khu vực phỏng đoán (Spekulation). Và tất nhiên là khi đó, nó cũng đề xuất ba quan niệm siêu nghiệm (transzendentale Ideen) là bất tử (Unsterblichkeit, hoặc linh hồn [Seele]), tự do (Freiheit, hoặc vũ trụ [Kosmos]) và vô tận (Unendlichkeit, hoặc Thượng đế [Gott]). Kant cho thấy trong phương pháp biện chứng, một khoa học về thế giới hiện tượng (Wissenschaft vom Schein), rằng sự tồn tại của những nguyên lý quy định này không thể được chứng minh mà cũng chẳng thể bị phản bác. Thế thì người ta có thể tin vào Thượng đế; nhiều người đã tìm cách chứng minh sự tồn tại của Thượng đế, nhưng các chứng minh này chung quy tất nhiên phải thất bại.

### Luân lý
"Tôi nên làm gì?" – Mục đích của các khảo sát trong PPLTTT là lập một cơ sở cho triết học thực tiễn. Và như thế, với bước đầu trong tác phẩm Đặt cơ sở cho nhân luân siêu hình học (Grundlegung zur Metaphysik der Sitten) và sau đó là trình bày nhấn mạnh hơn trong Phê phán lý tính thực tiễn (Kritik der praktischen Vernunft), Kant nghiên cứu các điều kiện khả thi của các phát biểu về những điều mà con người ta nên làm (Bedingungen der Möglichkeit von Sollensaussagen). Tôn giáo, nhận thức thông thường (common sense) hoặc kinh nghiệm không thể giải đáp được vấn đề này mà chỉ có lý tính thuần tuý mới có thể. Luận thuyết của Kant về Luân lý (Sittlichkeit) bao gồm ba phần: cái thiện về mặt luân lý (das sittlich Gute), thừa nhận sự tự do của ý chí (Freiheit des Willens) và những phương châm khái quát của lệnh thức tuyệt đối (kategorischer Imperativ).
Luân lý là điểm trọng yếu của lý tính, nó hướng đến hành động thực tiễn. Luân lý là một quan niệm có bản chất quy định vốn hiện hữu trong con người một cách tiên nghiệm (a priori). Con người là một động vật có khả năng lý giải (intelligibles Wesen). Có nghĩa là, với lý tính, con người có khả năng tư duy và phán quyết không phụ thuộc vào cảm năng và cũng không bị ảnh hưởng bởi bản năng. Tất cả những động vật được trang bị với lý tính – trong đó có loài người – không bị tha trị (heteronom), mà là tự chủ (autonom). "Ý chí là một khả năng chỉ chọn lựa cái được lý tính – không phụ thuộc vào khuynh hướng bản năng – xác nhận là thiện". Như vậy có nghĩa là sự phán quyết luân lý nằm ngay trong chủ thể. Kant cũng biết rất rõ rằng đòi hỏi luân lý là một lý tưởng mà không một ai có thể lúc nào cũng đạt được. Nhưng mặc dù vậy, Kant quan niệm là mỗi người đều mang một tiêu chuẩn luân lý trong mình và biết được rằng mình nên hành xử như thế nào để phù hợp luân lý. Ý chí độc lập (của lý tính) đòi hỏi hành động thiện về mặt luân lý. Lý tính trao cho con người trách nhiệm tuân thủ luân lý.
Lệnh thức tuyệt đối (kategorischer Imperativ) của Kant cũng được phổ biến. Ghi dưới dạng quy luật thì nó cụ thể là:
- Chỉ nên hành xử theo phương châm mà qua đó, bạn có thể muốn phương châm đó trở thành một quy luật chung (Handle nur nach derjenigen Maxime, durch die du zugleich wollen kannst, dass sie ein allgemeines Gesetz werde)

Và dưới dạng quy luật tự nhiên thì nó được viết như sau:
- Hãy hành động như thể nhờ ý chí của bạn mà phương châm hành động của bạn trở thành một quy luật của tự nhiên. (Handle so, als ob die Maxime deiner Handlung durch deinen Willen zu einem Naturgesetz werden sollte.)

Trong lệnh thức tuyệt đối, Kant miêu tả nguyên tắc phổ cập mà con người có thể theo nó mà phán đoán giá trị đạo đức của hành động của chính mình. Để nhấn mạnh và làm sáng tỏ lệnh thức tuyệt đối, Kant diễn đạt nó dưới bốn dạng khác nhau trong cuốn Đặt cơ sở cho nhân luân siêu hình học (Grundlegung zur Metaphysik der Sitten).
Praktische Grundsätze sind Sätze, welche eine allgemeine Bestimmung des Willens enthalten, die mehrere praktische Regeln unter sich hat. Sie sind subjektiv oder Maximen, wenn die Bedingung nur als für den Willen des Subjekts gültig von ihm angesehen wird; objektiv aber, oder praktische Gesetze, wenn jene als objektiv, d.i. für den Willen jedes vernünftigen Wesens gültig erkannt wird
Nguyên tắc thực tiễn là những nguyên tắc bao gồm cách xác định ý chí một cách phổ quát, và cách xác định này cũng bao gồm nhiều quy luật thực tiễn. Chúng thuộc về phía chủ quan, hay là những phương châm, nếu điều kiện chỉ có giá trị cho ý chí của chủ thể được nó thừa nhận; nhưng lại là khách quan, hoặc là những quy luật thực tiễn, khi chúng được nhận thức là khách quan – nghĩa là có giá trị cho ý chí của mỗi người có khả năng tư duy.
Khi áp dụng thực tiễn thì phương châm được tìm thấy phải kiên định và phù hợp với ý chí thực tế. Như vậy thì luân lý của Kant là một luân lý trách nhiệm (Pflichtethik), đối nghịch với luân lý phẩm đức (Tugendethik) được Aristotle chủ trương. Kiến giải cụ thể về luân lý được Kant viết trong tác phẩm Nhân luân siêu hình học (Metaphysik der Sitten). Nó được chia thành hai phần là Luật học (Rechtslehre) và Phẩm đức học (Tugendlehre). Các phát biểu khác của Kant về triết học thực tiễn còn được tìm thấy trong các giáo trình về Nhân loại học cũng như về Sư phạm của ông.

### Lịch sử, Khai sáng và Tôn giáo

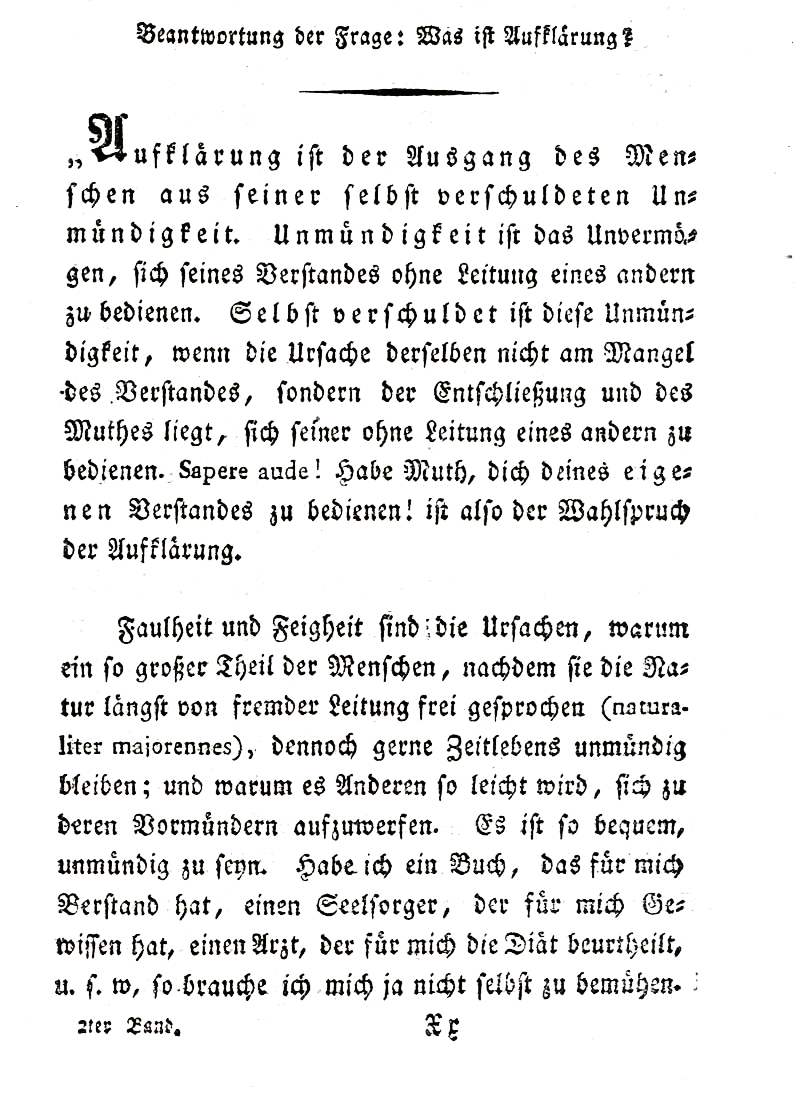
"Khai sáng là gì?"

Câu hỏi thứ ba của Immanuel Kant, "Ta được hi vọng những gì?", được ông giải đáp trong PPLTTT một cách tiêu cực. Sau khi lý tính không thể chứng minh được sự tồn tại hay không tồn tại của bộ ba Thượng đế, tính bất tử của linh hồn và tự do, thì bây giờ câu hỏi về cái tuyệt đối là một câu hỏi về niềm tin. "Tôi đã phải gác tri thức qua một bên để có chỗ cho niềm tin" ("Ich musste das Wissen aufheben, um zum Glauben Platz zu bekommen").
Cũng tương tự trường hợp này, trong lịch sử, người ta không thể tìm thấy một ý đồ của thượng đế. Lịch sử là một phản ánh của con người - kẻ vốn có bản chất tự do. Chính vì tự do này mà người ta không thể nhận thấy tính quy luật hoặc sự tiến triển xa hơn hướng đến hạnh phúc hoặc toàn hảo, bởi vì tiến bộ không phải là điều kiện tiên quyết tất nhiên của hành vi. Thế nhưng, vẫn có một ý đồ trong tự nhiên, có nghĩa là lịch sử được một sợi chỉ xuyên suốt (tức là có mục đích). Lý tính tự phát triển trong sự cộng tồn của loài người.
Vì sự cộng tồn, loài người đã tạo luật lệ trên cơ sở lý tính. Và luật lệ từng bước quy định trật tự xã hội. Cuối cùng, nó đã dẫn đến một hiến pháp công dân hoàn chỉnh, nó có giá trị ngay cả khi nảy sinh một tính quy tắc bề ngoài giữa các quốc gia. Từ "Lịch sử trong ý hướng công dân toàn cầu" ("Geschichte in weltbürgerlicher Absicht") này nảy sinh một trách nhiệm chính trị dành cho những nhà cầm quyền:
Daß ich mit dieser Idee einer Weltgeschichte, die gewissermaßen einen Leitfaden a priori hat, die Bearbeitung der eigentlichen bloß empirisch abgefaßten Historie verdrängen wollte: wäre Mißdeutung meiner Absicht; es ist nur ein Gedanke von dem, was ein philosophischer Kopf (der übrigens sehr geschichtskundig sein müßte) noch aus einem anderen Standpunkte versuchen könnte. Überdem muß die sonst rühmliche Umständlichkeit, mit der man jetzt die Geschichte seiner Zeit abfaßt, doch einen jeden natürlicher Weise auf die Bedenklichkeit bringen: wie es unsere späten Nachkommen anfangen werden, die Last von Geschichte, die wir ihnen nach einigen Jahrhunderten hinterlassen möchten, zu fassen. Ohne Zweifel werden sie die der ältesten Zeit, von der ihnen die Urkunden längst erloschen sein dürften, nur aus dem Gesichtspunkte dessen, was sie interessiert, nämlich desjenigen, was Völker und Regierungen in weltbürgerlicher Absicht geleistet oder geschadet haben, schätzen. Hierauf aber Rücksicht zu nehmen, imgleichen auf die Ehrbegierde der Staatsoberhäupter so wohl, als ihrer Diener, um sie auf das einzige Mittel zu richten, das ihr rühmliches Andenken auf die spätere Zeit bringen kann: das kann noch überdem einen kleinen Bewegungsgrund zum Versuche einer solchen philosophischen Geschichte abgeben.
"Cho rằng tôi muốn gạt qua một bên công trình biên tập lịch sử được ghi lại trên cơ sở kinh nghiệm đơn thuần với ý niệm của một lịch sử thế giới, xin tạm gọi là một lịch sử có một sợi dây tiên nghiệm xuyên suốt, là diễn giảng sai lạc ý của tôi; đây chỉ là mối tư duy về một sự việc mà một triết gia (thêm vào đó phải là sử gia rất giỏi) có thể thử nghiệm trên một lập trường khác. Hơn nữa, tính phức tạp trứ danh - có thể thấy được khi con người ghi chép lịch sử - bắt buộc mỗi người phải băn khoăn một cách rất tự nhiên: Hậu bối chúng ta sẽ đảm đương như thế nào gánh nặng lịch sử chúng ta muốn lưu lại cho họ sau một vài thế kỉ. Điều chắc chắn là họ chỉ quý trọng những gì của thời xa xưa mà đối với họ các di tích văn kiện đã bị huỷ hoại từ lâu, và họ chỉ quý trọng trên cơ sở những gì họ quan tâm, cụ thể là những gì các dân tộc và chính quyền đã thành đạt hoặc phá hoại trong ý hướng công dân toàn cầu. Nhưng lại lưu ý đến việc ấy, và đồng thời cũng chú tâm đến niềm hãnh diện của các nhà cầm quyền cũng như thứ dân của họ, để rồi xoay hướng nó về phương tiện duy nhất có thể giúp họ lưu danh hậu thế: Ngoài ra nó cũng có thể tạo một động cơ nhỏ để cố gắng ghi một lịch sử triết học như thế này"
Cách nhìn sự vật như thế này cũng đã quyết định thái độ của Kant đối với Khai sáng, cái được ông xem là đích đến của con người. Thời đại Khai sáng ("Zeitalter der Aufklärung") gắn liền với tên của Kant, và đây là cách định nghĩa Khai sáng rất nổi tiếng của ông:
"Aufklärung ist der Ausgang des Menschen aus seiner selbst verschuldeten Unmündigkeit. Unmündigkeit ist das Unvermögen, sich seines Verstandes ohne Anleitung eines anderen zu bedienen. Selbstverschuldet ist diese Unmündigkeit, wenn die Ursache derselben nicht am Mangel des Verstandes, sondern der Entschließung und des Mutes liegt, sich seiner ohne Leitung eines anderen zu bedienen. Sapere aude [wage es verständig zu sein]! Habe Mut, dich deines eigenen Verstandes zu bedienen! ist also der Wahlspruch der Aufklärung." (Beantwortung der Frage: Was ist Aufklärung? Berlinische Monatsschrift, 1784,2, S. 481–494).
Khai sáng là bước ra khỏi tình trạng vị thành niên tự gây ra của con người. Tình trạng vị thành niên là sự không có khả năng vận dụng giác tính mà không cần sự chỉ đạo của người khác. Tình trạng vị thành niên này là tự gây ra, nếu nguyên nhân của chính nó không nằm ở chỗ thiếu giác tính mà nằm ở sự thiếu cương quyết và thiếu can đảm. Sapere aude! ["hãy can đảm nhận biết"], hãy can đảm tự dùng giác tính của mình! chính là phương châm của Khai sáng."
Kant đã lạc quan cho rằng tư duy tự do – một lối tư duy phát triển mạnh mẽ dưới Triều đại vua Friedrich II Đại đế (1740 - 1786) (mặc dù phần lớn tương quan trực tiếp đến tôn giáo) – sẽ dần dần chuyển đổi cảm nhận của quần chúng, và thậm chí cuối cùng có thể ảnh hưởng trực tiếp đến những quy tắc của chính quyền, khiến họ "đối xử với con người, vốn có bản chất hơn một cái máy, đúng theo nhân phẩm của anh ta." Ông cho rằng "thời đại Friedrich" đồng nghĩa với "thời đại Khai sáng", và quan điểm của ông quả là không sai khi ở châu Âu thời đó chẳng hề có vị vua nào tận tình với trào lưu Khai sáng như vị minh quân Friedrich II Đại Đế. Trong tiểu luận của ông vào năm 1784, Kant biện luận rằng một khi nhà vua giác ngộ triết học Khai sáng, những quyền tự do chính trị và nhân dân sẽ thay đổi lớn lao. Khi đó, quyền lực của vị minh quân sẽ là một thứ có giá trị, chứ không phải mối đe dọa đến đời sống của nhân dân.
Kant là người ủng hộ mạnh mẽ cuộc Đại Cách mạng Pháp và đã giữ lập trường này mặc dù có thể bị tẩy chay sau khi vua Friedrich Wilhelm II lên kế vị. Tân vương Friedrich Wilhelm II không hề sáng suốt như người bác là vị minh quân Friedrich II Đại Đế, và chính nhà vua đã tham chiến trong liên quân chống Cách mạng Pháp. Mặc dù chế độ kiểm duyệt ngày càng khắt khe, hay có lẽ chính vì vậy mà Kant đã công bố những luận văn tôn giáo của mình vào thời này (Religionsschriften). Không thể chứng minh có Thượng đế. Nhưng không thể có những hành vi đạo đức tiền hậu nhất trí nếu không có niềm tin vào tự do, bất tử và Thượng đế. Thế nên, đạo đức là cái nguyên thủy và tôn giáo giải thích các trách nhiệm đạo đức như những lời răn dạy của Thượng đế. Như vậy thì tôn giáo tuân thủ những quy luật đạo đức đã có sẵn trước đó. Ngược lại, để tìm ra được những trách nhiệm chính, con người phải trích lọc cái đúng từ những giáo lý tôn giáo khác nhau.
Kant phản đối triệt để việc tu tập tôn giáo với tất cả các nghi lễ của nó. Ông cho rằng như vậy chính là chế độ Giáo hoàng. Sau khi Kant công bố luận văn tôn giáo năm 1794, chính quyền quả thật đã lệnh cấm Kant viết những bài như thế. Kant khuất phục trong suốt Triều đại vua Friedrich Wilhelm II, nhưng sau khi nhà vua qua đời vào năm 1797, ông lại giữ lập trường này trong cuộc tranh cãi giữa các bộ môn.

### Cảm năng học và mục đích của tự nhiên
Phê phán năng lực phán đoán của Kant thường được xem là tác phẩm chính thứ ba của ông. Trong luận văn được xuất bản năm 1790 này, ông tìm cách bổ sung hệ thống triết học của mình và tạo một mối quan hệ giữa lý tính lý thuyết – vốn lập cơ sở trên tri thức tự nhiên – và lý tính thực tiễn, thuần tuý dẫn đến sự chấp nhận tự do như một quan niệm và dẫn đến quy luật luân lý. Cảm giác say mê (Lust) và không say mê (Unlust) là phần tiếp nối giữa khả năng tri thức (Erkenntnisvermögen) và khả năng ham muốn (Begehrungsvermögen). Nguyên tắc tiếp nối là tính có mục đích. Tính này một mặt hiển hiện trong phán đoán cảm năng (ästhetisches Urteil) về cái đẹp và cái cao quý (phần I) và mặt khác trong phán đoán mục đích (teleologisches Urteil), một phán đoán xác định mối quan hệ giữa con người và tự nhiên (phần II). Trong cả hai trường hợp, lực phán đoán không giữ vai trò quyết định như trong lý tính lý thuyết, nơi một khái niệm nhất định nào đó được thâu tóm trong một khái niệm tổng quát, mà là phản chiếu (reflektierend), nghĩa là nơi cái tổng quát được thành lập từ cái đơn chiếc. Xác định tính cảm năng là một quá trình chủ quan mà trong đó, một đối tượng được lực phán đoán cho là đẹp hay không đẹp. Tiêu chuẩn cho những phán đoán ý vị (Geschmacksurteil) là chúng được thực hiện mà không bị ảnh hưởng bởi sở thích của người phán đoán, là chúng chủ quan, tức là không được tuỳ thuộc vào một khái niệm, là sự phán đoán đưa một giá trị chung và cuối cùng, sự phán đoán xảy ra một cách tất yếu. Như trong lĩnh vực luân lý, Kant tìm những tiêu chuẩn hình thức của một phán đoán (theo những điều kiện khả hữu) và loại việc xác nhận nội dung của cái đẹp.
Đối nghịch với cái đẹp (das Schöne), cái cao thượng (das Erhabene) không bị ràng buộc vào đối tượng cũng như hình thái của nó. Cao thượng là cái được khả năng của tâm tư chứng minh là có thể tư duy, vượt qua mọi thước đo của các giác quan ("Erhaben ist, was auch nur denken zu können ein Vermögen des Gemüths beweiset, das jeden Maßstab der Sinne übertrifft"). Cả hai, cái đẹp cũng như cái cao thượng đều làm vừa ý, nhưng cái cao thượng không gây cảm giác đam mê, mà là cảm giác ngưỡng mộ và kính trọng. Theo Kant, cái cao thượng không thể có trong nghệ thuật: nó bất quá chỉ là sự mô phỏng không đạt của cái cao thượng trong thiên nhiên. "Cái đẹp là cái làm hài lòng trong sự phán đoán đơn thuần (như vậy là không qua cảm quan theo một khái niệm của giác tính). Từ đó ta có thể suy ra một cách tự nhiên rằng, nó phải làm hài lòng không qua tất cả những gì thuộc sở thích. Cao thượng là cái làm hài lòng trực tiếp qua sự kháng cự sở thích của các giác quan ("Schön ist das, was in bloßer Beurteilung [also nicht vermittelst der Empfindung des Sinnes nach einem Begriffe des Verstandes] gefällt. Hieraus folgt von selbst, dass es ohne alles Interesse gefallen müsse. Erhaben ist das, was durch seinen Widerstand gegen das Interesse der Sinne unmittelbar gefällt.")
Trong lực phán đoán theo mục đích thì tính "có mục đích" trong tự nhiên được quán sát. Mục đích ở đây không phải là bản chất của vật thể mà được con người nghĩ ra và gán vào các đối tượng. Như sự tự do, nó là một quan niệm có tính chất quy định (regulative Idee). Mục đích tự nhiên khách quan của một đối tượng được lý tính suy nghĩ xuất phát từ mối quan hệ giữa các thành phần và tổng thể. Với một cơ chế thuần tuý, người ta không thể giải thích cấu trúc của một cây xanh và sự phối hợp của những quá trình trong tự nhiên. Đối nghịch cái đồng hồ thì một cây mang đặc điểm tự tái tạo. Người ta quan sát các mối quan hệ của những vật tự nhiên như chúng đi theo một mục đích nào. Nhưng người ta nên tránh việc giải thích tính có mục đích được cảm nhận bằng tôn giáo. "Nếu người ta vì khoa học tự nhiên đưa vào bối cảnh của nó khái niệm thượng đế để giải thích tính có mục đích của tự nhiên, và theo đó dùng tính có mục đích này để chứng minh có thượng đế thì không có nội dung nào trong cả hai ngành khoa học" ("Wenn man also für die Naturwissenschaft und in ihren Kontext den Begriff von Gott hereinbringt, um sich die Zweckmäßigkeit in der Natur erklärlich zu machen, und hernach diese Zweckmäßigkeit wiederum braucht, um zu beweisen, dass ein Gott sei: so ist in keiner von beiden Wissenschaften innerer Bestand." (Phê phán năng lực phán đoán §68))

### Nhân phẩmđể đạt hạnh phúc
Kant bắt đầu chủ đề hạnh phúc với một sự khảo sát tường tận chủ nghĩa hạnh phúc (Eudaimonismus). Theo Kant, khái niệm "hạnh phúc" (= eudaimonia) lập cơ sở trên những kinh nghiệm không chắc thực cũng như những quan niệm có bản chất biến đổi. Vì bản chất thiếu khách quan của chúng nên ông kết luận rằng, một cuộc sống chuyên chú đến hạnh phúc bị ảnh hưởng bởi bản năng, nhu cầu, thói quen và sở thích. Và vì có nhiều quan niệm chủ quan về hạnh phúc con người nên theo ông, người ta không thể diễn sinh các quy luật khách quan từ đó ra được. Kant đặt "nhân phẩm để đạt hạnh phúc" ("Würdigkeit zum Glück") thay vào chỗ của hạnh phúc. Con người, như một "vật tự thể", chỉ có thể đạt được điều này khi ông ta thuận hành các quy luật đạo đức, nghĩa là tuân thủ lệnh thức tuyệt đối. Qua tư thái luân lý phát sinh từ đó mà con người có thể đạt được nhân phẩm để tiến đến hạnh phúc. Kant không xác định là hạnh phúc này như thế nào và con người sẽ tiếp nhận nó ở nơi nào. Theo Kant, người ta chỉ đạt được trạng thái tự mãn nguyện (Selbstzufriedenheit) trong cuộc sống thế gian và ông hiểu nó là sự hài lòng của con người với phong cách sống tự chủ, lấy nhân luân (Sitte) làm định hướng cho mình. Mặc dù Kant quan niệm là con người không thể đạt hạnh phúc cho riêng mình nhưng ông vẫn xem việc cổ động hạnh phúc của người khác là một trách nhiệm của loài người. Việc này có thể được thực hiện bằng việc giúp đỡ người khác và bằng những hành động vị tha trong mối tình bạn bè, chồng vợ và gia đình. Rất có thể là nhân phẩm để đạt hạnh phúc của Kant ở đây mang ý nghĩa là con người, qua hành động của chính mình, đã đạt nhân phẩm, xứng đáng nhận được hỗ trợ của những người khác trên con đường tiến đến hạnh phúc.

### Tự do
Kant khảo sát các quan điểm của các triết gia Anh thời đại Khai sáng về tự do ý chí (Willensfreiheit). Ví dụ như Hume quả quyết rằng, con người cũng chịu ảnh hưởng của chuỗi nhân quả như thế giới tự nhiên. Giờ đây, Kant tìm cách hoá giải mâu thuẫn giữa trào lưu tư duy tương quan mật thiết với chuỗi nhân quả và tính tất yếu của tự do ý chí như một thẩm quyền đạo đức. Để thực hiện điều này, ông quan sát con người từ hai phương diện. Ở phương diện thứ nhất, ông xem con người như một "vật". Con người bị ảnh hưởng của các quy luật tự nhiên, và do đó chịu ảnh hưởng của quy luật nhân quả. Trong vai một "vật" này thì con người bị điều khiển bởi các thôi thúc nội tâm, bản năng, cảm giác và dục vọng. Nhưng theo Kant, con người như một động vật có lý tính cũng là một "vật tự thể" (Ding an sich) và như vậy, thuộc về cõi tự do (Reich der Freiheit). Qua đó, con người có thể kháng cự quy luật nhân quả và hướng đến những nguyên tắc đạo đức. Như vậy thì đối với ông, tự do không phải là tuỳ tiện (Willkür), mà là sự tự do tuân theo các quy tắc mà lý tính đã tự đề ra. Theo Kant, một ý chí tự do là một ý chí trong khuôn khổ những quy tắc luân lý. Kant cho rằng, sự tự do mà không hàm dung sự tự phục tòng này không phải là chân tự do. Do đó, những hành động ác về mặt đạo đức không dựa trên tự do ý chí, mà do quy luật nhân quả máy móc gây nên. Nhân phẩm cao quý của con người nằm ở chỗ anh ta kháng cự các bản năng và chính tự mình là nguyên nhân.

## Tiếp thụ và ảnh hưởng

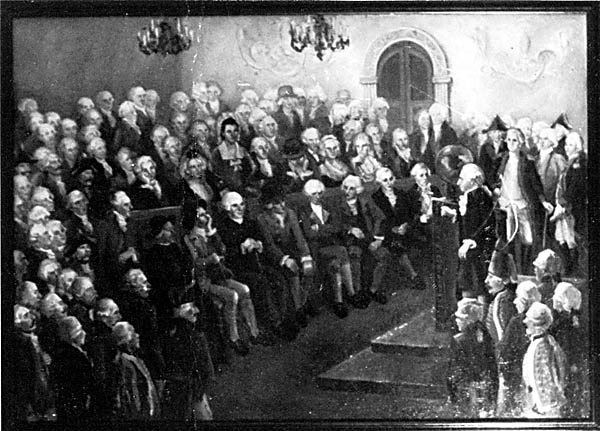
Kant tại giảng đường

Sinh thời, Kant đã được xem là một triết gia xuất sắc, cho nên vào những năm 90 của thế kỉ 18 đã có một "chủ nghĩa Kant" (Kantianismus). Những người được xem là tiên phong quan trọng là Johann Schulz, Karl Leonhard Reinhold và Friedrich Schiller. Nhưng không lâu sau cũng có những bài viết phê bình. Ví dụ như Moses Mendelssohn gọi Kant là một người "nghiền nát" tất cả, hay là August Eberhard, người đã phát hành một tờ báo để phê bình Kant, và Kant cũng đã hồi đáp một cách minh xác trong một bài viết nhan đề "Về một sự phát hiện mà theo nó, toàn bộ phê phán lý tính thuần tuý mới được một cái cũ hơn làm cho thừa" (Über eine Entdeckung, nach der alle neue Kritik der reinen Vernunft durch eine ältere entbehrlich gemacht werden soll).
Phê phán của Johann Georg Hamann và Johann Gottfried Herder lại có trọng lượng hơn. Hai người này cho rằng, Kant đã không chú ý đến việc xem ngôn ngữ như một nguồn gốc nhận thức nguyên thủy. Thêm vào đó, Herder còn cho thấy rằng, con người trong quá trình cảm nhận đã "sơ đồ hoá một cách siêu việt" ("metaschematisiert") và sự kiện này đã nói trước các nhận thức sau này của Tâm lý học hình thái (Gestaltpsychologie). Một phê phán quan trọng khác xuất phát từ Friedrich Heinrich Jacobi. Ông phê bình việc tách rời hai dòng nhận thức (Trennung der zwei Erkenntnisstämme) và bác bỏ "vật tự thể".
Thời kì phân tích thứ hai xuất phát từ chủ nghĩa duy tâm (Idealismus) của Đức và bắt đầu với Fichte. Ông cũng không thừa nhận trực quan là nguồn gốc nhận thức và qua đó, bước đến chủ nghĩa duy tâm chủ quan (subjektiver Idealismus). Ông bình luận phản ứng phủ nhận của Kant một cách miệt thị. Tương tự như vậy, Schelling và Hegel muốn vượt qua và hoàn tất Kant bằng hệ thống tuyệt đối của họ. Với cái chết của Hegel, chủ nghĩa duy tâm chấm dứt một cách đột ngột nhưng không chấm dứt về mặt được phân tích tiếp thu. Tuy nhiên, Arthur Schopenhauer, Max Stirner và Friedrich Nietzsche là những ứng đáp dành cho Hegel – họ phản đối chủ nghĩa tuyệt đối của ông ta – nhưng cũng dành cho Kant, bởi vì họ tìm một con đường vượt khỏi nhận thức phũ phàng của tính chất hạn lượng của con người mà không nương tựa vào một Thượng đế khả đắc, thậm chí cũng chẳng có xác tín của tự do.
Một con đường khác được Jakob Friedrich Fries, Johann Friedrich Herbart và Hermann von Helmholtz khai mở. Họ tiếp thụ Kant qua khía cạnh khoa học, đặc biệt là tâm lý học. Với Otto Liebmann, Tân chủ nghĩa Kant bắt đầu gây ảnh hưởng trong phần thứ hai của thế kỉ 19 và dẫn khởi một sự tranh luận kéo dài đến khi Chiến tranh thế giới thứ nhất bùng nổ. Các đại biểu chính của trường phái Marburg là Hermann Cohen và Paul Natorp với một phương pháp tiếp cận nặng tính khoa học cũng như Heinrich Rickert và Wilhelm Windelband trong trường phái Baden (Badischen Schule) với trọng tâm triết học giá trị (wertphilosophisch) và lịch sử. Điểm chung của tất cả các đại biểu này là sự phê phán cái "tiên nghiệm" (a priori), cái được họ hiểu là nhân tố siêu hình nơi Kant. Lập trường của họ có nhiều điểm giống chủ nghĩa duy tâm. Nhưng sự việc hoàn toàn khác với chủ nghĩa phê phán (Kritizismus) của Alois Riehl và môn đệ là Richard Hönigswald, người đã đi sát học thuyết của Kant và chỉ tiếp nối tư tưởng này bằng cách quan tâm đến những nhận thức của khoa học hiện đại. Bên cạnh đó, chủ nghĩa tư biện của Kant đã được giai cấp tư sản dùng để đối phó với giai cấp vô sản.
Hans Vaihinger chọn một đường riêng với triết học "dường như" (Als Ob) của mình, cũng như những đại biểu trường phái Marburg trước đây là Nicolai Hartmann với bản thể học theo duy lý phê phán, Ernst Cassirer với triết học hình tượng biểu trưng và cũng chính Cassirer cho thấy rằng, những lý thuyết toán học và khoa học tự nhiên hiện đại như Thuyết tương đối có thể được dung hoà với chủ nghĩa phê phán.
Không còn trường phái Immanuel Kant nào tồn tại trong thế kỉ 20. Tuy vậy, gần như triết học nào cũng là một cách phân tích hoặc một cuộc đối thoại với Kant, bắt đầu từ Charles S. Peirce qua Georg Simmel, Edmund Husserl, Karl Jaspers, Max Scheler, Martin Heidegger, Ernst Bloch cho đến Theodor Adorno và Karl Popper, cũng như trong triết học phân tích đến Quine với những bài Kant Lectures và Peter Frederick Strawson với một bài luận giải nổi tiếng về Phê phán lý tính thuần tuý. Chủ nghĩa cấu thành của trường phái Erlangen (Erlanger Konstruktivismus) theo sát học thuyết của Kant, cũng như giữ một vai trò điểm tựa nơi Karl-Otto Apel với cách tiếp cận chuyển hoá Triết học siêu nghiệm (Transformation der Transzendentalphilosophie) và nơi Carl Friedrich von Weizsäcker. Trong thời gian 1950 đến giờ, một nhóm triết gia lại tiếp nối học thuyết của Kant về mặt duy lý phê phán (kritische Rationalität), như Helmut Holzhey, Dieter Henrich, Gerold Prauss, Norbert Hinske, Herbert Schnädelbach, Rainer Brandt hoặc Otfried Höffe. Cũng có những đại biểu tại Hoa Kỳ như Paul Guyer và Henry E. Allison. Một điểm cần được nhấn mạnh ở đây là sự phục hưng luân lý trách nhiệm (deontologische Ethik), được hỗ trợ mạnh mẽ bởi thuyết công bằng của John Rawls. Kant cũng được phân tích nhiều trong lĩnh vực Mỹ học và Triết học tôn giáo.
Ngay trong thời nay, Immanuel Kant cũng vẫn là triết gia được lý giải nhiều nhất. Điều này được thể hiện qua hơn 1000 luận văn chuyên đề và những tập tiểu luận được phát hành năm 2004, kỉ niệm 200 ngày qua đời của ông. 1100 người đã tham dự hội nghị "Kant und die Berliner Aufklärung" năm 2000 (Hội nghị quốc tế Kant lần thứ IX tại Berlin). Công trình Nghiên cứu Kant (Kant-Studien) được Hans Vaihinger thành lập năm 1896 với hơn 25 luận văn mỗi năm, sau được xem là diễn đàn của Học hội Kant (Kant-Gesellschaft) tại Halle/Saale, được thành lập năm 1904 kỉ niệm 100 năm ngày mất của ông. Có Viện nghiên cứu Kant (Kant-Forschungsstelle) tại đại học Mainz, một công trình tại Bonn nhằm công bố các tác phẩm của ông bằng những phương tiện điện toán cũng như Kho tư liệu Kant tại Marburg (Marburger Kant-Archiv). Cũng có một số triết gia Nhật Bản theo học thuyết của Immanuel Kant và họ cũng lập một Học hội Kant riêng. Tại thủ đô Tōkyō, trong đền Triết gia, người ta treo một bức tranh mang tên "Bốn người minh triết trên thế gian", trên đó thể hiện hình ảnh Đức Phật, Khổng Phu Tử, Sokrates và Kant.

## Tác phẩm
(Lược trích)
- 1749: Gedanken von der wahren Schätzung der lebendigen Kräfte (Tư duy về sự cảm kích chân chính các lực có sức sống)
- 1755: Allgemeine Naturgeschichte und Theorie des Himmels (Thông sử tự nhiên và Thiên thể luận).
- 1755: Meditationum quarundam de igne succincta delineatio (Luận án tiến sĩ về lửa)
- 1755: Neue Erhellung der ersten Grundsätze metaphysischer Erkenntnisse (Luận văn hậu Tiến sĩ: Principiorum primorum cognitionis metaphysicae nova dilucidatio)
- 1756: Metaphysicae cum geometria iunctae usus in philosophia naturalis, cuius specimen I. continet monadologiam physicam (Luận án Tiến sĩ bằng tiếng Latinh, cũng được gọi tắt là "Physische Monadologie")
- 1762: Die falsche Spitzfindigkeit der vier syllogistischen Figuren erwiesen (Chứng minh sự tinh tế sai lầm của bốn dạng tam đoạn luận).
- 1763: Versuch, den Begriff der negativen Größen in der Weltweisheit einzuführen.
- 1763: Untersuchung über die Deutlichkeit der Grundsätze der natürlichen Theologie und Moral (Nghiên cứu về sự sáng sủa của các nguyên tắc của thần học tự nhiên và đạo đức).
- 1763: Der einzig mögliche Beweisgrund zu einer Demonstration des Daseins Gottes (Cơ sở chứng minh duy nhất khả hữu về sự tồn tại của thượng đế).
- 1764: Beobachtungen über das Gefühl des Schönen und Erhabenen (Quan sát cảm xúc cái đẹp và cái cao thượng).
- 1766: Träume eines Geistersehers, erläutert durch Träume der Metaphysik (Những giấc mơ của người thấy thần linh, được diễn giảng bằng những giấc mơ của siêu hình học.)
- 1770: Über die Form und die Prinzipien der sinnlichen und intelligiblen Welt (Luận án Tiến sĩ tiếng Latinh: De mundi sensibilis atque intelligibilis forma et principiis [Về mô thức và các cơ sở của thế giới cảm tính và thế giới khả niệm])
- 1775: Über die verschiedenen Rassen der Menschen (Luận về những chủng tộc khác nhau của loài người)
- 1781: 1. Auflage der Kritik der reinen Vernunft (Phê phán lý tính thuần tuý, ấn bản đầu tiên)
- 1783: Prolegomena zu einer jeden künftigen Metaphysik, die als Wissenschaft wird auftreten können (Sơ luận về bất kì môn siêu hình học nào trong tương lai muốn có thể được xuất hiện như một khoa học)
- 1784: Idee zu einer allgemeinen Geschichte in weltbürgerlicher Absicht (Ý tưởng về một lịch sử khái quát hướng theo mục đích làm công dân thế giới)
- 1784: Beantwortung der Frage: Was ist Aufklärung (Trả lời câu hỏi: Khai sáng là gì) – Có thể xem được ở DigBib.Org Lưu trữ ngày 8 tháng 10 năm 2006 tại Wayback Machine và Wikisource
- 1785: Grundlegung zur Metaphysik der Sitten (Lập cơ sở cho nhân luân siêu hình học)
- 1786: Metaphysische Anfangsgründe der Naturwissenschaft (Các cơ sở siêu hình học đầu tiên của khoa học tự nhiên)
- 1786: Mutmaßlicher Anfang der Menschengeschichte (Phỏng đoán về lúc khởi đầu của lịch sử loài người)
- 1787: 2., stark erweiterte Auflage der Kritik der reinen Vernunft (Phê phán lý tính thuần tuý, ấn bản thứ 2)
- 1788: Kritik der praktischen Vernunft (Phê phán lý tính thực tiễn)
- 1790: Kritik der Urteilskraft (Phê phán năng lực phán đoán)
- 1793: Die Religion innerhalb der Grenzen der bloßen Vernunft (Tôn giáo trong phạm vi lý tính đơn thuần)
- 1793: Über den Gemeinspruch: Das mag in der Theorie richtig sein, taugt aber nicht für die Praxis (Về thành ngữ: Có thể đúng về lý thuyết nhưng vô dụng về thực hành)
- 1794: Das Ende aller Dinge (Religionsschrift)
- 1795: Zum ewigen Frieden (Hướng đến hoà bình vĩnh cửu)
- 1797: Die Metaphysik der Sitten (Nhân luân siêu hình học)
- 1798: Der Streit der Fakultäten (Sự tranh cãi giữa các phân khoa)
- 1798: Anthropologie in pragmatischer Hinsicht abgefasst (Nhân loại học dưới giác độ thực tiễn)
- 1800: Logik – Được đệ tử của Kant là Jäsche viết theo những giáo trình.

Các tác phẩm của Kant được phát hành trong bản "Akademie Ausgabe" của Preußische Akademie der Wissenschaften, Berlin 1902ff (29 tập đến bây giờ)

## Hình tượng và đài kỉ niệm

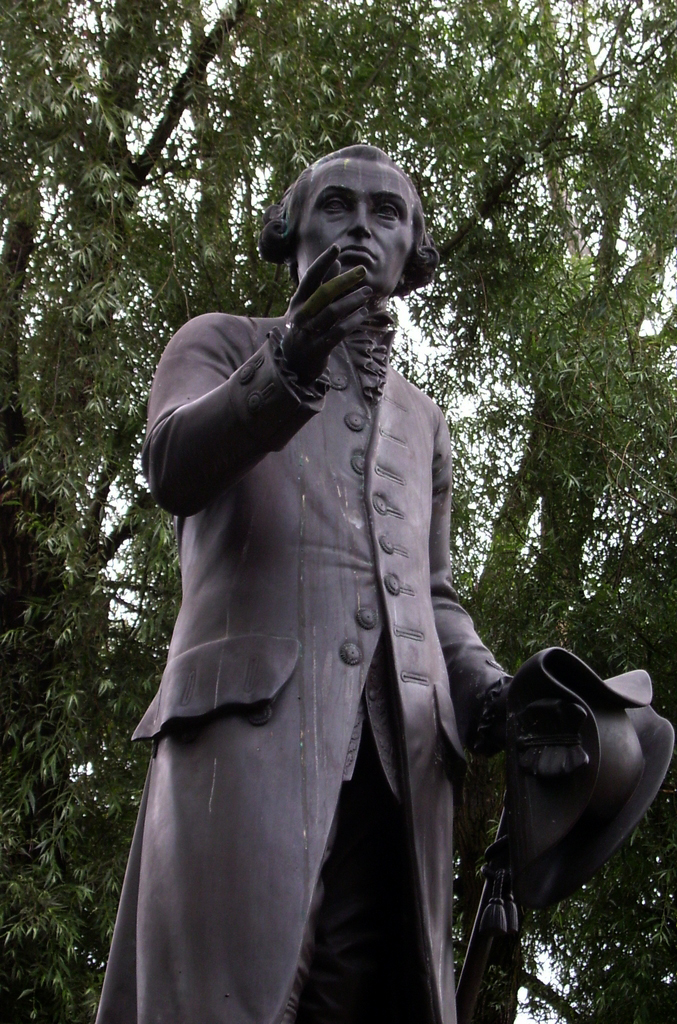
Tượng đồng của Kant tại Kaliningrad

- Tại thành phố Königsberg (nay có tên là Kaliningrad và thuộc lãnh thổ Nga) có một bức tượng Immanuel Kant được tạc năm 1864. Bức tượng bị mất năm 1945, được Christian Daniel Rauch đúc lại với sự khuyến khích và tài trợ của bà Marion Gräfin Dönhoff, và được đặt vào chỗ cũ năm 1992.

## Chú giải
1. ↑  Tuy nhiên, Kant thường cũng thường được xem là một nhà bảo trợ của thuyết chân lý gắn kết.[8]
2. ↑  "Lâu nay ta vẫn luôn cho rằng, tất cả mọi sự nhận thức đều phải phù hợp với đối tượng; nhưng mọi cố gắng để tìm ra tiên nghiệm (a priori) bằng những thuật ngữ, qua đó sẽ giúp mở rộng sự nhận biết của chúng ta, đều đi đến thất bại cũng tại vì giả định này. Vậy bây giờ ta hãy thử một lần, liệu ta có thể đi xa hơn với các vấn đề của siêu hình học bằng cách giả sử rằng các đối tượng phải phù hợp với nhận thức của ta, một cách hứa hẹn giúp ta đạt được mục đích mong muốn là nhận thức đối tượng một cách tiên nghiệm, tức là quy định cho đối tượng một số điều trước khi đối tượng được mang lại cho ta. Đây có lẽ là ý nghĩ đầu tiên của Copernicus khi ông không đạt được tiến triển tốt khi cố gắng giải thích sự chuyển động của các thiên thể bằng cách cho toàn bộ các thiên thể đó xoay quanh người quan sát, hãy thử xem, liệu ông có thể thành công hơn không nếu khiến những người quan sát di chuyển vòng quanh, ngược lại để các ngôi sao nằm yên một chỗ. Now in metaphysics we can try in a similar way regarding the intuition of objects. If intuition has to conform to the constitution of the objects, then I do not see how we can know anything of them a priori; but if the object (as an object of the senses) conforms to the constitution of our faculty of intuition, then I can very well represent this possibility to myself."[24]:110 (B xvi–vii)